# منتخب فنلندا لكرة السلة
منتخب فنلندا لكرة السلة هو ممثل فنلندا الرسمي في المنافسات الدولية في كرة السلة. ينتمي إلى منطقة الاتحاد الأوروبي لكرة السلة. انضم إلى الاتحاد الدولي لكرة السلة في عام 1939.

## البطولات التي شارك فيها
- بطولة أمم أوروبا لكرة السلة
- كأس العالم لكرة السلة
- كرة السلة في الألعاب الأولمبية